# Eugoides coeruleipennis
Eugoides coeruleipennis là một loài bọ cánh cứng trong họ Cerambycidae.